# فیتز روی
کوه فیتز روی (به انگلیسی: Mount Fitz Roy) (همین‌طور مشهور به Cerro Chaltén یا Cerro Fitz Roy) کوهی است در جنوب منطقه یخی پاتاگونیایی در پاتاگونیا که در مرز آرژانتین و شیلی واقع شده است. اولین صعود آن در سال ۱۹۵۲ و توسط لیونل ترای، کوهنورد فرانسوی و همنوردش گوییدو ماگنون انجام شده است. این کوه در زمره فنی‌ترین کوه‌ها و چالش‌ها برای کوهنوردان قرار دارد. تصویر این کوه در لوگوی پوشاک پاتاگونیا نیز دیده می‌شود. این کوه همین‌طور یکی از قله‌های بسیار برجسته به شمار می‌آید.

## کشف
کاشف آرژانتینی، «فرانسیسکو مورنو» برای اولین بار این کوه را در ۲ مارس ۱۸۷۷ مشاهده کرد. او نام این کوه را به افتخار کاپیتان کشتی اچ‌ام‌اس بیگل، (رابرت فیتزروی)، فیتز روی نهاد. کسی که بر رود سانتاکروز سفر کرده و بسیاری از مناطق پاتاگونیا را نقشه‌برداری کرد.
«Cerro» که بخشی از نام این کوه را تشکیل می‌دهد، در اسپانیایی به معنای بلندی است و «Chaltén» به معنای کوهستان دودکننده یا دودی است که اشاره به همواره میان ابرها پنهان بودن این قله دارد.

## نگارخانه

پانورامایی از فیتز روی هنگام صبح

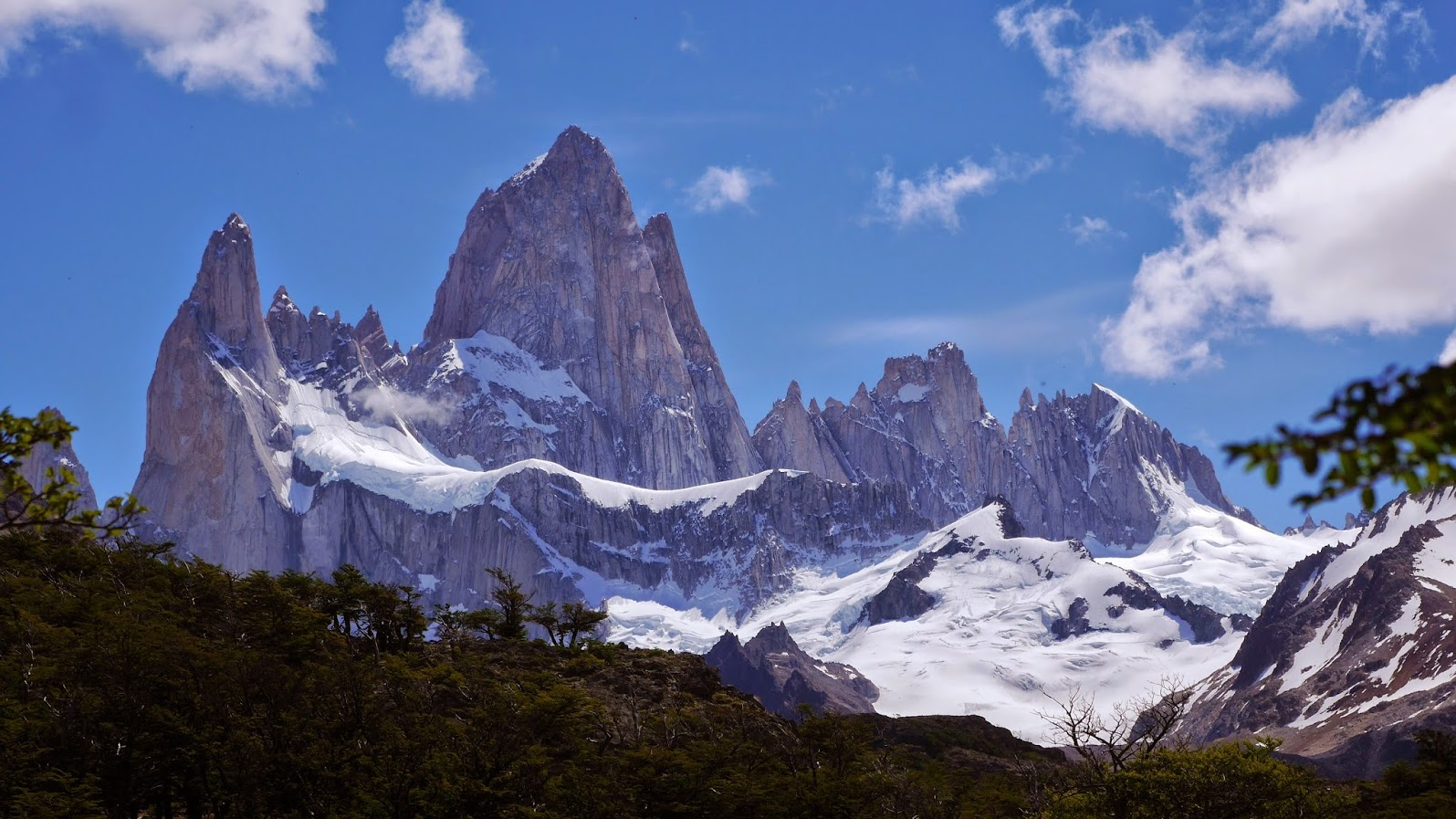
کوه فیتز روی در ژانویه ۲۰۱۵

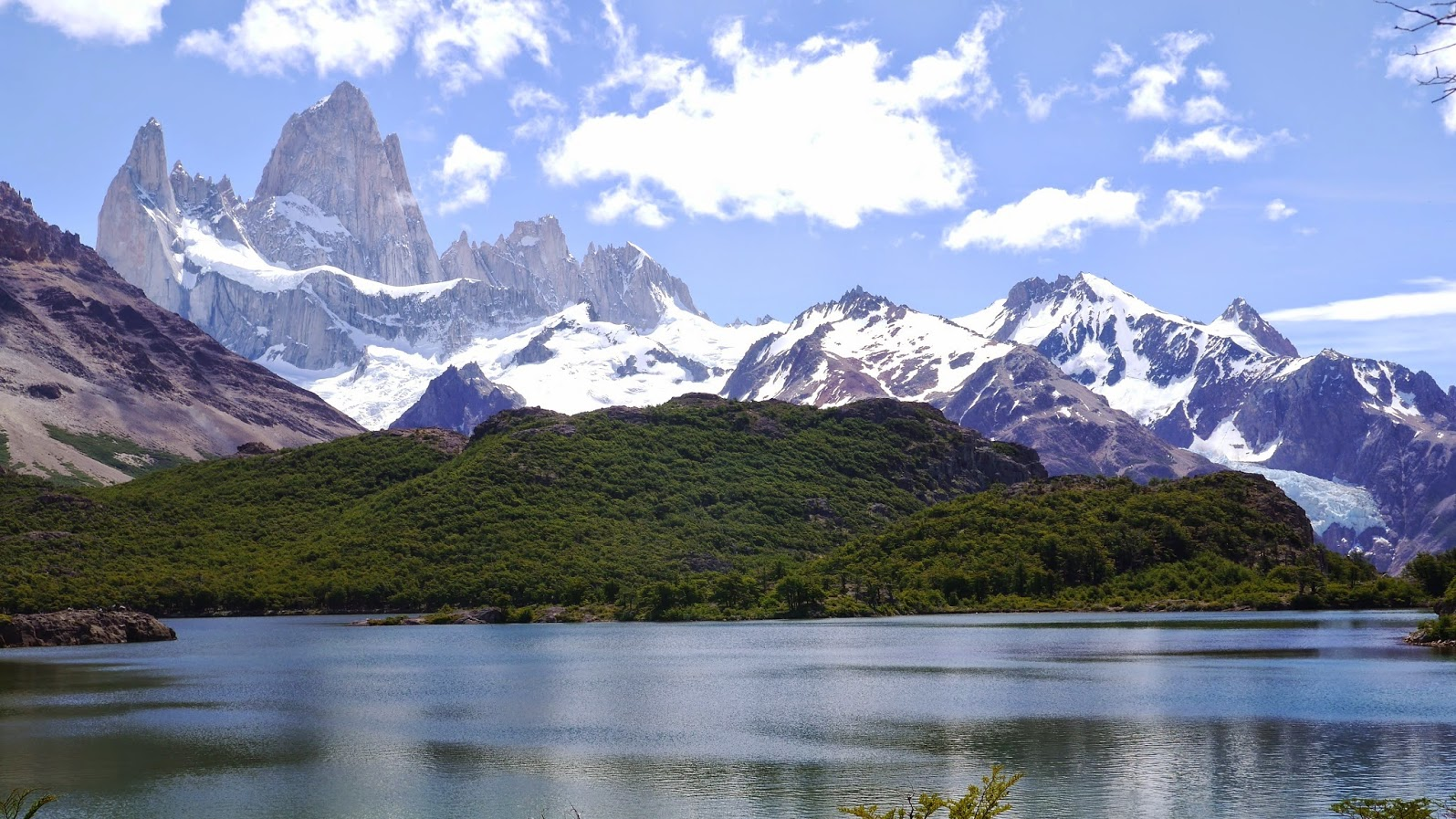
فیتز روی و دریاچه کاپری- پراک در ژانویه ۲۰۱۵

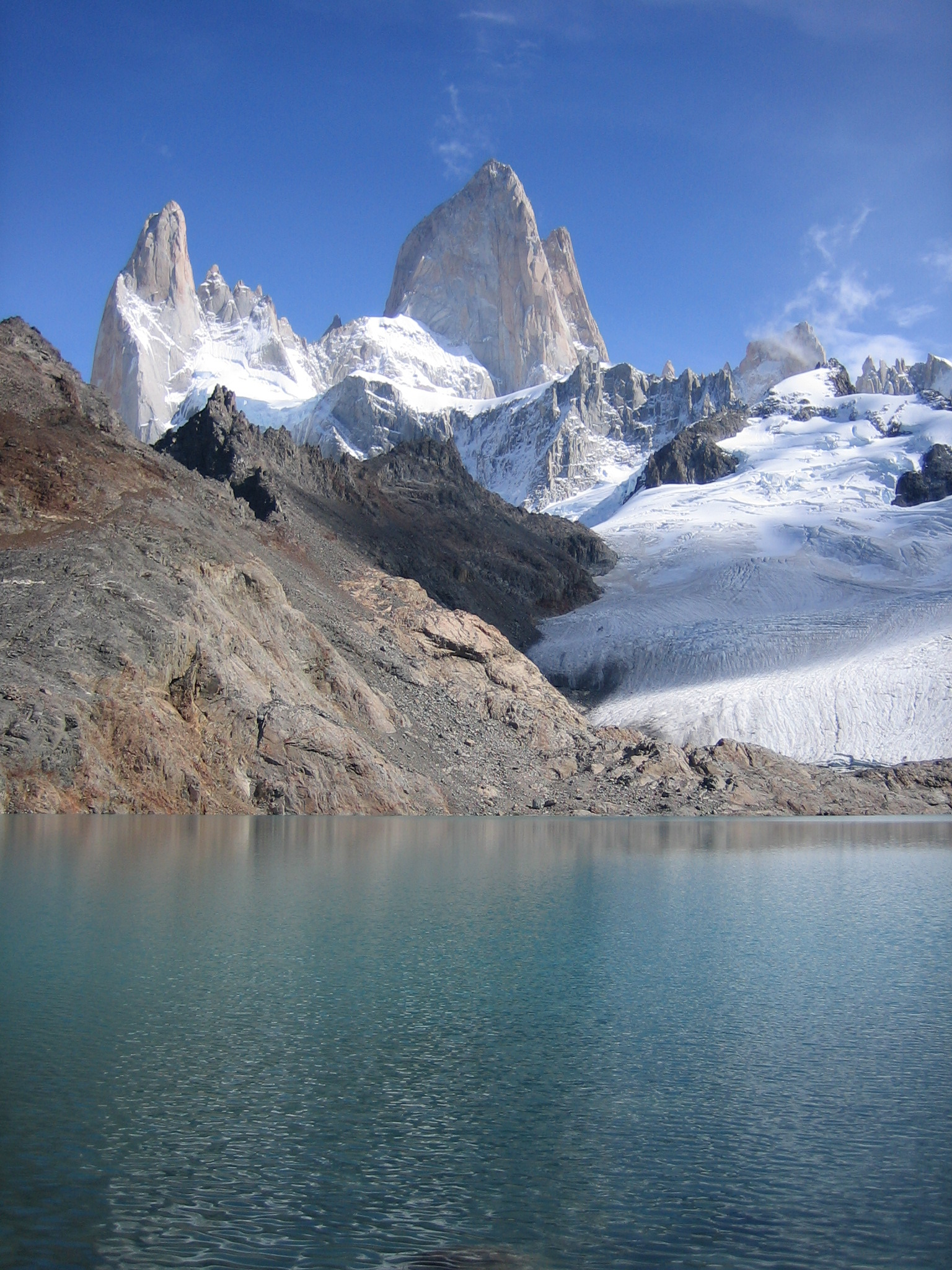
کوه فیتز روی در نور خورشید
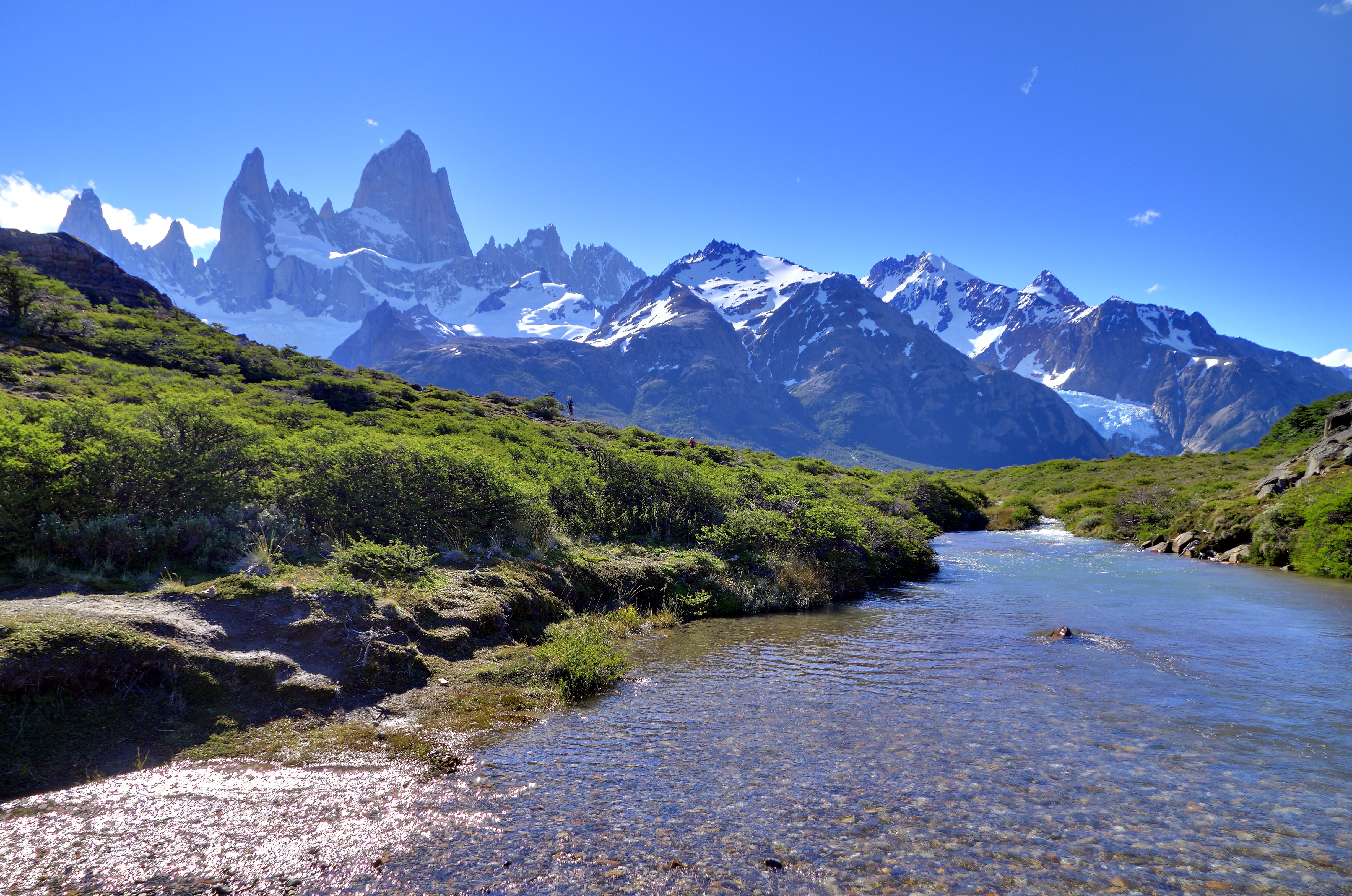
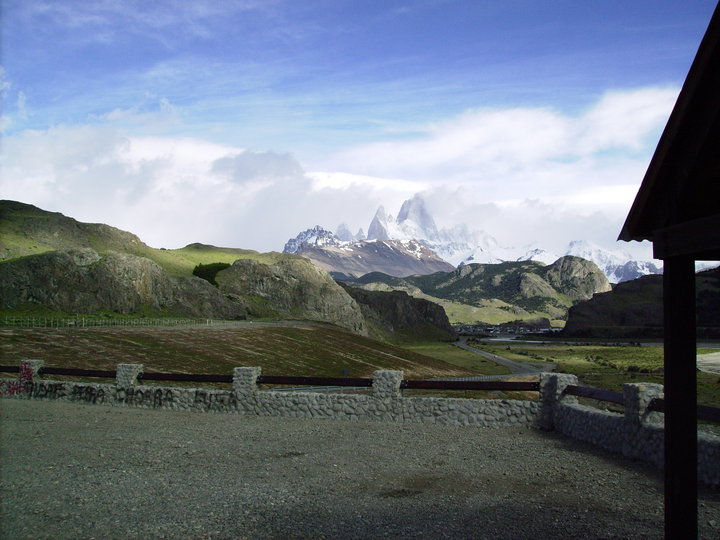
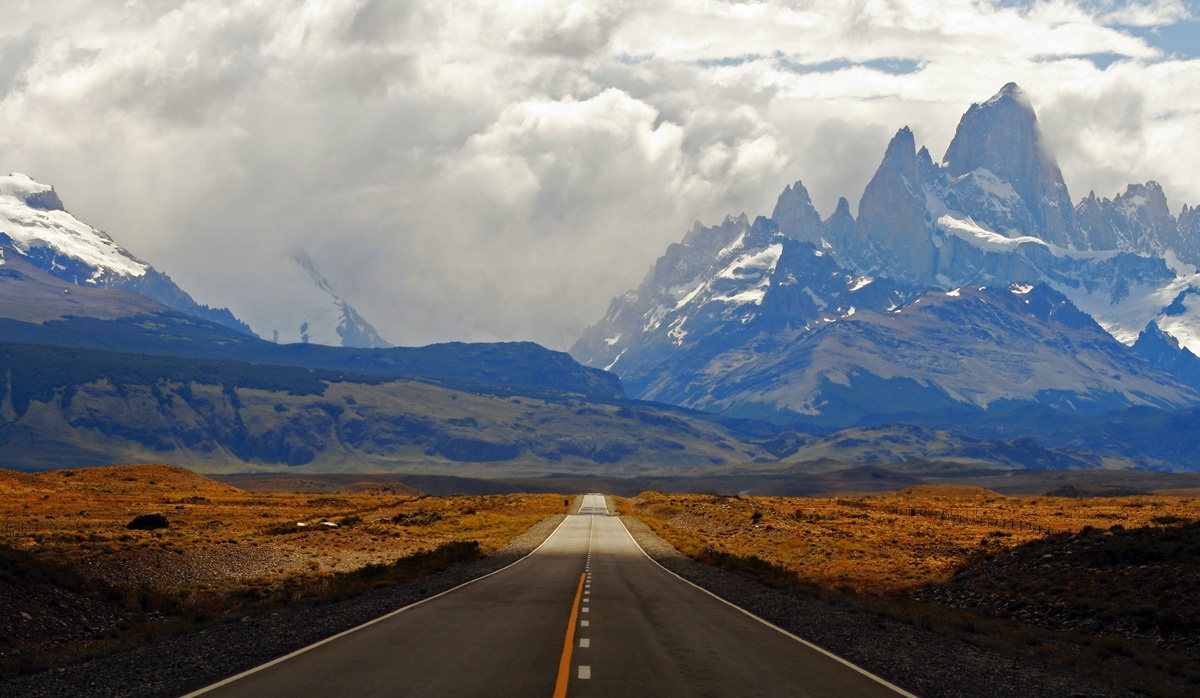